# Henry Plée
Pour les articles homonymes, voir Plée (homonymie).
 (avril 2025).
Si vous disposez d'ouvrages ou d'articles de référence ou si vous connaissez des sites web de qualité traitant du thème abordé ici, merci de compléter l'article en donnant les références utiles à sa vérifiabilité et en les liant à la section « Notes et références ».
 (avril 2025).
Henry Plée, né le 24 mai 1923 à Arras (Nord-Pas-de-Calais) et mort le 19 août 2014 à Paris, est un expert français en arts martiaux japonais.
10e dan (Japon) de karaté (8e dan en France par la FFKAMA), Henry Plée est le pionnier du karaté en France et en Europe au début des années 1950. Il est en outre 5e dan de judo, 3e dan d'aïkido et 1er dan de kendo. Il est aussi le maître le plus haut gradé hors du Japon.
Il fonde en 1955 au 34 rue de la Montagne-Sainte-Geneviève, dans le 5e arrondissement de Paris, le premier dojo occidental enseignant les quatre piliers des arts martiaux japonais, le judo, le karaté, l'aïkido et le kendo. Éditeur du premier magazine francophone d’arts martiaux (Judo kdk-Budo Magazine de 1950 à 1973) il bouscule les certitudes avec ses «Chroniques martiales» qui parurent dans les colonnes de la presse spécialisée pendant plus de vingt ans.
Il est l'auteur avec le légendaire Seiko Fujita du best seller L'Art sublime et ultime des points vitaux (Budo Éditions, 1998).

## Un professeur renommé
Il a été élu « le professeur du siècle », en avril 1999, lors du 14e Festival des Arts Martiaux de Bercy. 
Henry Plée a formé un grand nombre de pratiquants « remarquables », parmi lesquels :
- Jean Pierre Lavorato, 10º dan Karaté
- Roland Habersetzer, 9e dan Karaté et auteur de nombreux ouvrages sur les arts martiaux
- Alain Setrouk, 8e dan Karaté
- Guy Sauvin, 8e dan Karaté
- Francis Didier, 7e dan Karaté
- Francois Petitdemange, 7e dan Karaté

## Biographie

### Jeunesse
Fils unique d'Alcide Plée et de Raymonde Bastien, Henri Désiré Plée, commence sa carrière sportive très tôt par la gymnastique, l'haltérophilie, la boxe française, le jujitsu et l'escrime avec son père maître d'armes depuis 1912. Il arrête ses études à 17 ans lors de l'invasion de l'armée allemande de 1940. Il fuit avec ses parents à Toulouse, en zone libre. Il entre à l'École des Beaux Arts et des Sciences Industrielles de Toulouse en 1941 où il suit des études artistiques brillantes (plusieurs fois Prix d"Excellence et Premier prix). Il participe à la Résistance (guide vers l'Espagne) ce qui lui vaut d'être incarcéré à la prison de Toulouse. Il est libéré lorsque l'armée allemande en déroute quitte la zone libre.
Henri Plée s'établit alors avec ses parents 43 rue de Clichy à Paris et s'inscrit dès le 27 octobre 1944 au Judo Club de France de Mikinosuke Kawaishi (à cette époque en exil au Japon) pour apprendre le judo sous l'enseignement de Jean Beaujean. Élève doué, sa progression est rapide pour l'époque : 6e kyu le 27/10/1944, 5e kyu le 01/12/1944, 4e kyu le 01/12/45, 3e kyu le 04/02/46, 2e kyu le 19/11/1946, 1er kyu le 02/10/47, 1er dan le 23/01/49 (M. Kawaishi), 2e dan le 06/07/1952 (M. Kawaishi), 3e dan le 14/04/1956 (Ichiro Abe). Il est la 96e ceinture noire française et portait à sa mort le 5e dan de judo.
Bon judoka, fort physiquement, le travail des jambes et des poings lui manquait. Il reprend alors la boxe française au club de Banville et s'entraîne avec les meilleurs boxeurs de l'époque (Rigal, Pierre Plasait, Cayron, Pierre Baruzy…). Néanmoins, il est à la recherche d'autre chose.
Il découvre avec Minoru Mochizuki, monté à Paris, l'aïkido, le bo-jutsu et le kendo. Au travers de la presse anglophone (Life Magazine), transmise par son ami et traducteur de l'édition japonaise de la revue Judo Kodokan, Rikutaro Fukuda, il découvre ce qui sera sa révélation : le karatedo. Fukuda, qui avait appris le karaté sous l'enseignement de Gichin Funakoshi, met Henry Plée en relation avec Donn F. Draeger qui, vivant au Japon lui transmettra un film d'une séance de karaté. Nous sommes en 1953.
Il est inhumé au cimetière des Batignolles (division 31).

## Grades et décorations

### Karate-dô
- 10e dan, Hanshi, grade décerné au Japon par Maître Tsuneyoshi Ogura en 1987
- 9e dan, Hanshi, grade décerné au Japon  par Maître Tsuneyoshi Ogura en 1984
- 8e dan, Shihan, grade décerné au Japon  par Maître Tsuneyoshi Ogura en 1972, validé par la FFKAMA en France en 75
- 5e dan, Renshi, grade décerné au Japon  par Maître Chojiro Tani
- 3e dan, grade décerné en France par Maître Minoru Mochizuki
- 2e dan, grade décerné en France par Maître Minoru Mochizuki
- 1er dan, grade décerné en France par Maître Minoru Mochizuki

### Judo
- 5e dan
- 3e dan, grade décerné en France par Maître Ichiro Abe en 1956
- 2e dan, grade décerné en France par Maître Mikinosuke Kawaishi en 1952
- 1er dan, grade décerné en France par Maître Mikinosuke Kawaishi en 1949
- 96e ceinture noire française

### Aikido
- 3e dan, grade décerné en France par Maître Masamichi Noro (Aïkido)
- 2e dan, grade décerné en France par Maître Tadashi Abe (Aikikai Hombu Dojo)
- 1er dan, grade décerné en France par Maître Minoru Mochizuki (Yoseikan Aikido)

### Kendo
- 1er dan, grade décerné en France par Maître Minoru Mochizuki

### Bô-jutsu
- 1er dan, grade décerné en France par Maître Minoru Mochizuki

### Médailles civiles
- Chevalier de la Légion d'honneur (12/12/2008)
- Médaille de la jeunesse, des sports et de l'engagement associatif, or

### Filmographie
- Séminaire de démystification martiale volume 1  (ISBN 9782846172011)
- Séminaire de démystification martiale volume 2  (ISBN 9782846172073)
- "La Vie, l'amour, la mort" de Claude Lelouch dans lequel Henry Plée fait une brève apparition.